# Johan Leysen (politicus)
Johan Leysen (Lommel, 2 januari 1961) is een Belgisch advocaat en politicus voor de CVP / CD&V.

## Levensloop
In 1985 studeerde Leysen af als licentiaat rechten aan de Katholieke Universiteit Leuven. Sinds 1989 is hij advocaat aan de Balie van Turnhout, hij is onder andere gespecialiseerd in verkeers-, bouw-, verbintenissen-, familierecht, overheidsopdrachten en incasso. In zijn advocatenkantoor is onder meer ook partijgenoot Servais Verherstraeten actief
In 1993 werd Leysen schepen van openbare werken te Balen, een mandaat dat hij uitoefende tot zijn aanstelling als burgemeester na de lokale verkiezingen van 2000. Hij volgde in deze hoedanigheid partijgenoot Mathieu Bierkens op. Hij leidde een coalitie tussen de CVP en de VLD.
Na de gemeenteraadsverkiezingen van 2006 bleef Leysen burgemeester. Ditmaal in een coalitie met de SP.A. Ook na de verkiezingen van 2012 en 2018 bleef hij burgemeester in dezelfde coalitie. Na de gemeenteraadsverkiezingen van oktober 2024 werd hij opgevolgd door zijn dochter Sofie Leysen.